# Herinneringsmedaille voor Humanitaire Hulpverlening bij Rampen
De Herinneringsmedaille voor Humanitaire Hulpverlening bij Rampen, oorspronkelijk Herinneringsmedaille Rampenbrigade geheten, is een Nederlandse onderscheiding die wordt verleend aan militairen die deelnemen aan humanitaire missies naar rampgebieden. 
Elk van de uitgereikte medailles heeft een zilveren gesp op het lint waarmee de humanitaire actie wordt aangegeven. 

## Medaille
De ronde gepatineerde zilveren medaille met een middellijn van 35 millimeter wordt aan een lint op de linkerborst gedragen. Op de voorzijde is een naar beneden gericht in de schede gestoken zwaard afgebeeld. Dit zwaard is omkranst door een lauwertak. Links onder en rechts boven, iets over het zwaard reikend zijn twee naar elkaar gerichte rechterhanden afgebeeld. De bovenste, "helpende" hand is stevig maar de onderste "ontvangende" hand is opvallend mager. Rechtsonder op de voorzijde is het motto "DE HELPENDE HAND WERD GEBODEN" te lezen.
De keerzijde van de Medaille vertoont het Nederlandse Rijkswapen.
Het kleurrijke lint is goudgeel met diep donkerblauwe banden, overvloeiende in het goudgeel als bies. In het midden zijn drie banen, elk 1½ millimeter breed in de kleuren van de Nederlandse vlag, rood, wit en blauw, geweven. Wanneer het model- of miniatuurversiersel gedragen wordt, worden de gespen op het lint gedragen. Men kan de onderscheiding dus op rokkostuum of avondkleding dragen. De oudste gesp wordt onderaan gedragen. Op een baton wordt het bezit van meerdere gespen aangeduid met de in Nederland gebruikelijke zespuntige gebombeerde zilveren sterren. Op de baton worden maximaal vier sterren gedragen. Dat betekent dat het baton altijd ten minste één ster draagt.
De in 2024 ingestelde Medaille voor hulpverlening en bijstand bij crises, rampen of grootschalige incidenten kan worden beschouwd als de civiele tegenhanger van de Herinneringsmedaille, voor inzet bij crises, rampen of grootschalige incidenten binnen het Koninkrijk der Nederlanden (of daarbuiten voor zover de inzet onder gezag van het koninkrijk plaatsvindt).

## Gespen
Er zijn bij Koninklijk Besluit vier gespen ingesteld voor de Herinneringsmedaille Rampenbrigade:
- De gesp "TUNESIË 1969/1970", voor militairen van de Koninklijke Landmacht en de Koninklijke Luchtmacht die in de periode van 4 november 1969 tot 8 maart 1970 in de Republiek Tunesië hebben deelgenomen aan de hulpverlening ter verlichting van de watersnoodramp die dat land in het najaar van 1969 getroffen heeft.
- De gesp "SOEDAN 1974" (ministerieel besluit van 7 oktober 1974 - Staatsblad 662), voor militairen van de Koninklijke Landmacht die in de periode september tot oktober 1974 in de droogtegebieden van de Republiek Soedan hebben deelgenomen aan de hulpverlening bij de voedseldistributie[2].
- De gesp "RWANDA 1994" (ministerieel besluit van 12 september 1994 - Staatsblad 703), voor militairen van de krijgsmacht die in augustus en september 1994 hebben deelgenomen aan de hulpverlening bij de leniging van nood van Rwandese vluchtelingen in de Republiek Zaïre[3].
- De gesp "ALBANIË 1999" (Koninklijk besluit van 1 februari 2000 - Staatsblad 89), voor de hulpverlening in Nederlands militair verband bij de leniging van nood van vluchtelingen uit Kosovo in de periode april tot en met augustus 1999 in Albanië.

Voor de hulpverlening bij de vreselijke aardbeving in Agadir in Marokko werd in 2000 alsnog een Draaginsigne "Agadir 1960" ingesteld. De hulpverleners, marinepersoneel en mariniers, hadden geen eerdere onderscheiding voor hun inzet ontvangen maar ze mogen ook de Herinneringsmedaille Rampenbrigade niet dragen. Er is geen gesp "AGADIR 1960".
Op het lint van de Herinneringsmedaille voor Humanitaire Hulpverlening bij Rampen worden maximaal vier gespen gedragen.
- De gesp "TSUNAMI 2004" (Koninklijk besluit van 9 januari 2006 - Staatsblad 265), voor de hulpverlening in Nederlands militair verband bij de leniging van de nood van slachtoffers van de tsunami in Azië en Afrika in de periode van december 2004 tot en met december 2005. De gesp of de medaille met de gesp voor wie de medaille nog niet bezat werd op 31 januari 2006 uitgereikt aan 141 hulpverleners[4].
- De gesp "PAKISTAN 2005" (Koninklijk besluit van 15 maart 2006 - Staatsblad 278), de hulpverlening in Nederlands militair verband bij de leniging van de nood van slachtoffers van de aardbeving in Pakistan in de periode van 9 oktober 2005 tot en met 15 februari 2006[5].
- De gesp "HAÏTI 2010" (Koninklijk Besluit van 29 juni 2010 - Staatsblad 2010 nr.301), voor de hulpverlening in Nederlands militair verband bij de leniging van de nood van slachtoffers van de aardbeving in Haïti in de periode 12 januari 2010 tot en met 24 februari 2010[6].
- De gesp «West-Afrika 2014» (Koninklijk besluit van 16 maart 2015 - Staatsblad 133) voor de hulpverlening in Nederlands militair verband bij de leniging van de nood van slachtoffers van de ebola-epidemie in West-Afrika in de periode 6 november 2014 tot en met 24 januari 2015.[7]
- De gesp «DOMINICA 2015» (Koninklijk besluit van 2 juni 2016 - Staatsblad 259) voor de hulpverlening in Nederlands militair verband bij de leniging van de nood van slachtoffers van de tropische storm Erika op Dominica in de periode van 3 september 2015 tot en met 22 september 2015.[8]
- De gesp «EGEÏSCHE ZEE 2016» (Koninklijk besluit van 2 juni 2016 - Staatsblad 259) voor de hulpverlening in Nederlands militair verband bij de leniging van de nood van migranten op en rond de Egeïsche Zee vanaf 4 januari 2016.[8]
- De gesp «LIBISCHE ZEE 2016» (Koninklijk besluit van 20 juni 2018 - Staatsblad 237) voor de hulpverlening in Nederlands militair verband bij de leniging van de nood van migranten in de Middellandse Zee in de periode van 7 maart 2016 tot en met 15 juli 2016.[9]
- De gesp «HAÏTI 2016» (Koninklijk besluit van 20 juni 2018 - Staatsblad 237) voor de hulpverlening in Nederlands militair verband bij de leniging van de nood van slachtoffers van de orkaan Matthew in Haïti in de periode van 11 oktober 2016 tot en met 27 oktober 2016.[9]
- De gesp «BOVENWINDSE EILANDEN 2017» (Koninklijk besluit van 20 juni 2018 - Staatsblad 237) voor de hulpverlening in Nederlands militair verband bij de leniging van de nood van slachtoffers van de orkaan Irma op Sint Maarten, Saba en Sint Eustatius en van slachtoffers van de orkaan Maria op Dominica in de periode van 7 september 2017 tot en met 25 oktober 2017.[9]
- De gesp «BAHAMA’S 2019» (Ministeriële regeling van 5 december 2019 -  Staatscourant 2019, 68953) voor de hulpverlening in militair verband bij de leniging van de nood van slachtoffers van orkaan Dorian op de Bahama’s, waarbij in de periode van 11 september 2019 tot en met 26 september 2019 op het eiland Abaco en vanaf het schip Zr.Ms. Johan de Witt en het vaartuig Zr.Ms. Snellius hulp werd verleend. 550 Nederlandse militairen van het Commando Zeestrijdkrachten, het Commando Landstrijdkrachten, het Commando                  Luchtstrijdkrachten en het Commando Koninklijke Marechaussee verleenden noodhulp.[10]
- De gesp «HAÏTI 2021» (Ministeriële regeling van 2 december 2022 -  Staatscourant 2022, 33394) voor de hulpverlening in militair verband bij de leniging van de nood van slachtoffers van de aardbeving in Haïti in de periode 19 augustus 2021 tot en met 1 september 2021. De Zr.Ms. Holland is ingezet voor 14 dagen ondersteuning. Met snelle rubberboten hebben militairen onder meer civiel internationaal medisch personeel naar de zwaarst getroffen delen van Haïti gebracht. Daarnaast hielden de militairen zich vooral bezig met de distributie van levensmiddelen, hulpgoederen en medische spullen. Ook brachten ze schade in kaart zodat duidelijk werd wat er nodig was om in de getroffen gebieden hulp te bieden.[11]
- De gesp «ALBANIË 2021» (Ministeriële regeling van 6 juni 2023 - Staatscourant 2023, 16566) voor de hulpverlening in militair verband bij de bestrijding van de bosbranden in Albanië in de periode 4 augustus 2021 tot en met 30 augustus 2021. Bij deze operatie zijn twee Chinook-helikopters ingezet voor bestrijding van de bosbranden.[12]
- De gesp «Turkije 2023» (Ministeriële regeling van 22 maart 2024 - Staatscourant 2024, 10561) in verband met de hulpverlening bij de leniging van de nood van slachtoffers van de aardbeving in Turkije in de periode 10 februari 2023 tot en met 25 februari. Op 6 februari 2023 werden Turkije en Syrië getroffen door een zeer zware aardbeving waarbij grote delen van de regio zijn verwoest met vele doden en zwaar gewonden. De hulpverlening bestond uit het ondersteunen van de Turkse autoriteiten door inzet van tactische aeromedische                  evacuatie capaciteit en het leveren van Urban Search and Rescue Teams.[13]
- De gesp «Soedan 2023» (Ministeriële regeling van 22 maart 2024 - Staatscourant 2024, 10561) in verband met de hulpverlening bij de evacuatie van non-combattanten uit Soedan in de periode 19 april 2023 tot en met 5 juni 2023. Evacuatie was noodzakelijk in verband met de escalatie van het conflict tussen de Soedanese strijdkrachten en de Rapid Support Forces na de militaire coup in oktober 2021.[13]
- De gesp «MIDDEN-OOSTEN 2023 2024» (Ministeriële regeling van 23 augustus 2024 -  Staatscourant 2024, 28815) In verband met de hulpverlening bestaande uit het bijdragen aan voedseloperaties, het uitvoeren van evacuatievluchten, airdroppen van hulpgoederen en het leveren van sociaal-medische en geestelijke opvang op het grondgebied van en in het luchtruim boven Israël, Palestijnse Gebieden, Libanon, Jordanië en Egypte en op de Middellandse Zee vanaf 7 oktober 2023.[14]

## Geschiedenis
De Herinneringsmedaille Rampenbrigade werd op 17 augustus 1971 bij Koninklijk Besluit ingesteld. Aanleiding tot dit besluit was het optreden van militairen van de Koninklijke Landmacht en de Koninklijke Luchtmacht in Tunesië. Er was geen beschikbare medaille om deze actie, die niet door de Verenigde Naties en het Rode Kruis was georganiseerd, te belonen met een onderscheiding. De medaille werd verleend aan personen die, zo stelt het Koninklijk Besluit, "deel uitmakend van of tezamen met de krijgsmacht, ter plaatse van een door de Minister van Defensie aangewezen rampgebied in dienstverband daadwerkelijk aan de hulpverlening hebben deelgenomen".
In het Koninklijk Besluit van 1 februari 2000, "houdende hernieuwde instelling van het besluit tot instelling van de Herinneringsmedaille voor Humanitaire Hulpverlening bij Rampen" werd de Herinneringsmedaille Rampenbrigade omgedoopt in "Herinneringsmedaille voor Humanitaire Hulpverlening bij Rampen", Het bleef dezelfde medaille met hetzelfde lint. De gespen zouden ook in de toekomst op het lint gedragen worden en nieuw ingestelde gespen zouden op het lint worden aangebracht.
Om sneller op de actualiteit te kunnen inspelen en sneller te kunnen voorzien in de  behoefte aan een gesp, is er met de wijziging van het Besluit Herinneringsmedaille Humanitaire hulpverlening bij Rampen van 20 juni 2018 (Stb. 2018, 237) voor gekozen om met ingang van 1 juli 2018 gespen niet meer bij Koninklijk Besluit in te stellen, maar bij ministeriële regeling. Het systeem van instelling van een Herinneringsmedaille bij Koninklijk Besluit en de instelling van bijbehorende gespen bij ministeriële regeling wordt ook gehanteerd bij de Herinneringsmedaille Internationale Missies.